# Calau-de-bradfield
Calau-de-bradfield ou calau-do-mutiáti (Lophoceros bradfieldi) é uma espécie africana de calau, nativa da África austral.

## Distribuição
Esta espécie distribui-se por uma área geográfica que se estende desde o nordeste da Namíbia, passando pelo norte do Botswana, e pelo sul de Angola até ao Zimbabwe.

## Nomenclatura
O nome comum e o nome científico homenageiam o naturalista sul-africano R. D. Bradfield (1882–1949). Já o nome português faz referência à árvore Colophospermum mopane, espécie característica da ecozona onde a ave ocorre.